# إيسلا موخيريس
إيسلا موخيريس (تلفظ بالإسبانية: ‎/'izla mu'xeɾes/‏، تعني بالإسبانية "جزيرة النساء") هي جزيرة في البحر الكاريبي، تقع على بعد حوالي 13 كم (8.1 ميل) من ساحل شبه جزيرة يوكاتان. يبلغ طول الجزيرة 7 كيلومترات (4.3 ميل) وعرضها 650 متر (2,130 قدم). إلى الشرق يوجد البحر الكاريبي مع ساحل صخري يعرف موجات ريحية، وإلى الغرب يمكن رؤية أفق كانكون عبر المياه الصافية. في تعداد عام 2010، كانت بلدة تحمل الاسم نفسه في الجزيرة يبلغ عدد سكانها 12642 نسمة.
الجزيرة هي جزء من بلدية إيسلا موخيريس في ولاية كينتانا رو بالمكسيك.

## وصلات خارجية
- Fideicomiso de Promoción Turística de Isla Mujeres Official tourism website
- Isla Mujeres على مشروع الدليل المفتوح